# Liège-Bastogne-Liège 2020
Liège-Bastogne-Liège 2020 a fost ediția 106 a cursei clasice de ciclism Liège-Bastogne-Liège, cursă de o zi, care a fost programată inițial să se desfășoare pe 26 aprilie, dar din cauza pandemiei de COVID-19 a fost amânată pentru 4 octombrie și a făcut parte din calendarul Circuitului mondial UCI 2020. S-a desfășurat pe distanța de 257 de kilometri. Cursa a fost câștigată de ciclistul Primož Roglič de la Team Jumbo–Visma. 
Cursa a fost câștigată de Primož Roglič într-un sprint tumultuos alături de un grup de cinci cicliști, învingându-l pe campionul mondial Julian Alaphilippe, care se bucura deja de victorie. Cu toate acestea, Alaphillipe a fost retrogradat pe locul al cincilea pentru că l-a împiedicat pe Marc Hirschi la momentul sprintului. Hirschi a ajuns astfel pe locul al doilea, în timp ce câștigătorul Turului Franței din 2020, Tadej Pogačar, a terminat pe locul trei.

## Echipe
Toate cele 19 echipe din UCI WorldTeams au fost invitate în mod automat și au fost obligate să participe la cursă. Șase echipe au primit wild card-uri.

### Echipe UCI World
- Ag2r-La Mondiale
- Astana
- Bahrain–McLaren
- Bora–Hansgrohe
- CCC Pro Team
- Cofidis
- Deceuninck–Quick-Step
- EF Pro Cycling
- Groupama–FDJ
- Ineos Grenadiers
- Israel Start-Up Nation
- Lotto–Soudal
- Mitchelton–Scott
- Movistar Team
- NTT Pro Cycling
- Team Jumbo–Visma
- Team Sunweb
- Trek-Segafredo
- UAE Team Emirates

### Echipe continentale profesioniste UCI
- Alpecin–Fenix
- Arkéa–Samsic
- Bingoal–Wallonie Bruxelles
- Circus–Wanty Gobert
- Sport Vlaanderen–Baloise
- Total Direct Énergie

## Rezultate
| Loc | Concurent            | Echipă                | Timp       |
| --- | -------------------- | --------------------- | ---------- |
| 1   | Primož Roglič        | Team Jumbo–Visma      | 6h 32' 02" |
| 2   | Marc Hirschi         | Team Sunweb           | +0"        |
| 3   | Tadej Pogačar        | UAE Team Emirates     | +0"        |
| 4   | Matej Mohorič        | Bahrain–McLaren       | +0"        |
| 5   | Julian Alaphilippe   | Deceuninck–Quick-Step | +0"        |
| 6   | Mathieu van der Poel | Alpecin–Fenix         | +14"       |
| 7   | Michael Woods        | EF Pro Cycling        | +14"       |
| 8   | Tiesj Benoot         | Team Sunweb           | +14"       |
| 9   | Warren Barguil       | Arkéa–Samsic          | +14"       |
| 10  | Michał Kwiatkowski   | Ineos Grenadiers      | +14"       |

## Legături externe
- en Site web oficial
- Liège-Bastogne-Liège 2020 – ProCyclingStats